# Сборная ГДР по футболу (до 21 года)
Молодёжная сборная ГДР по футболу представляла Восточную Германию на чемпионатах Европы среди молодёжных команд. Трижды она попадала туда и все три выступления приносили ей серебряные медали турнира. Бессменным тренером команды был Вальтер Фрицш.

## Достижения

### До 23 лет
- 1972: Не вышла из квалификационной группы (3 место из 3)
- 1974: 2-е место
- 1976: Не вышла из квалификационной группы (2 место из 3)

### До 21 года
- 1978: 2-е место
- 1980: 2-е место
- 1982: Не вышла из квалификационной группы (3 место из 4)
- 1984: Не вышла из квалификационной группы (2 место из 3)
- 1986: Не вышла из квалификационной группы (2 место из 4)
- 1988: Не вышла из квалификационной группы (2 место из 4)
- 1990: Не вышла из квалификационной группы (2 место из 4)

После объединения ГДР и ФРГ сборная прекратила своё существование.